# Манінська волость
Манінська волость — історична адміністративно-територіальна одиниця Богучарського повіту Воронізької губернії з центром у слободі Маніна.
Станом на 1880 рік складалася 7 поселень, 2 сільські громади. Населення — 14 585 осіб (6750 чоловічої статі та 7835 — жіночої), 1155 дворових господарств.
|                     | Площа, десятин | У тому числі орної, дес. |
| ------------------- | -------------- | ------------------------ |
| Сільських громад    | 18361          | 9790                     |
| Приватної власності | 4759           | 1347                     |
| Іншої власності     | 277            | 242                      |
| Загалом             | 35456          | 30604                    |

Поселення волості на 1880 рік:
- Маніна — колишня державна слобода при річці Маніна за 95 верст від повітового міста, 6389 осіб, 895 дворів, 2 православні церкви, 2 поштові станції, аптека, 7 лавок, 2 шкіряних заводи, 70 вітряних млинів, 6 ярмарків на рік.
- Корінна (Нескучна) — колишня власницька слобода при річці Маніна, 1575 осіб, 246 дворів, православна церква, поштова станція, 3 лавок, цегельний завод, 19 вітряних млинів.

За даними 1900 року у волості налічувалось 18 поселень із переважно українським населенням, 2 сільських товариства.
1915 року волосним урядником був Іван Тадійович Молодший, старшиною був Омелян Іванович Горобнов, волосним писарем — Олександр Данилович Жидкомлянов.